# Гнилокіш

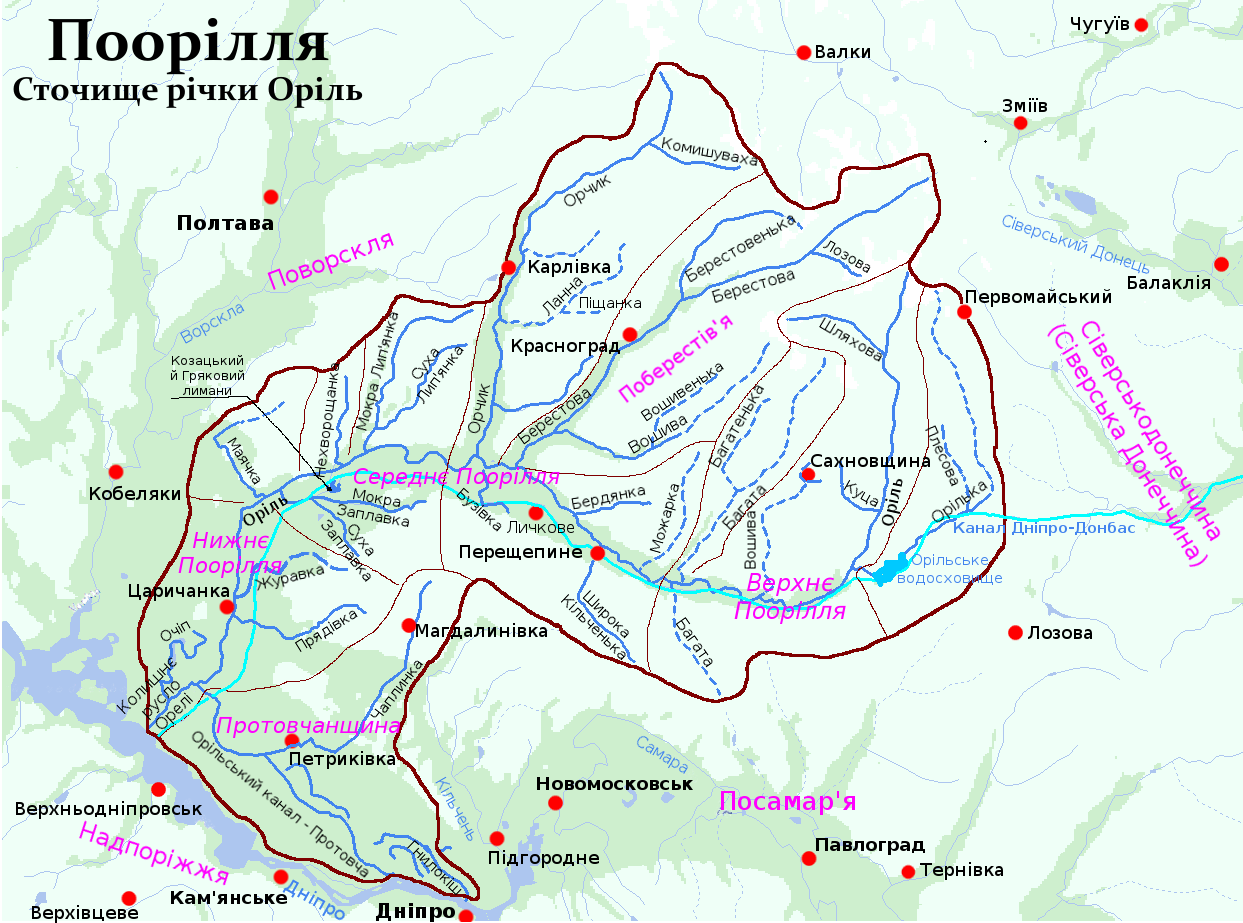

Гнилокіш або Гнилокоть — річка у лівобережній частини міста Дніпро. Протікає в Амур - Нижньодніпровському районі.
Разом із протовчанськими озерами являє собою залишок заплави нині неіснуючої річки Протовча.
Витікає з озера Одинківка біля житлових масивів Ломівський (колишній Фрунзенський-2) та Лівобережний Нижньодніпровського району міста. Тече паралельно річці Дніпро, перетинає Донецьке шосе, вулиці Каруни, Вітчизняну, залізничний перегон Придніпровської залізниці Амур — Нижьодніпровськ через прокладені під ними колектори і впадає в Дніпро у парку Сагайдак (до 2015 р. — ім. Воронцова) біля Нового мосту в Індустріальному районі м. Дніпро. Вода в річці забруднена промисловим скидами Дніпровського вагоноремонтного заводу, Дніпровського металургійного заводу "Комінмет", каналізаційними стоками житлових будинків та побутовим сміттям.  В районі вулиці Смарагдової до річки впадає  струмок, що витікає з озера в парку Кирилівка (до 2015 р.--- ім. Кірова).